# Mata Hari
Margaretha Geertruida MacLeod (rođeno Zelle; Leeuwarden, 7. kolovoza 1876. – Pariz, 15. listopada 1917.), poznatija po umjetničkom imenu Mata Hari, bila je nizozemska plesačica i kurtizana, koja je bila osuđena za špijunažu na strani Njemačkog Carstva u Prvom svjetskom ratu. Streljana je u Vincennesu, kvartu istočnog Pariza.

## Djetinjstvo i raniji život
Margaretha Geertruida Zelle rođena je 7. kolovoza 1876. u Leeuwardenu, Nizozemskoj. Bila je najstarija od četvero djece Adama Zellea (1840.–1910.) i njegove prve žene Antje van der Meulen (1842.–1891.) Imala je tri mlađa brata; Johannesa Hendriksa, Arie Anna i Cornelisa Coenraada. Obitelj ju je od milja zvala "M'greet". Unatoč  tvrdnjama da je Mata Hari djelomično bila židovskog, malezijskog, ili javanskog podrijetla, znanstvenici su zaključili da su joj oba roditelja bila Nizozemci. Njezin je otac posjedovao trgovinu šeširima, investirao u naftnu industriju i postao dovoljno bogat da Margarethi i njezinoj braći pruži raskošno rano djetinjstvo, koje je uključivalo privatne škole do 13. godine. Ubrzo nakon što je Margarethin otac bankrotirao 1889., njezini su se roditelji razveli, a majka joj je umrla 1891. godine. Njezin se otac ponovno oženio u Amsterdamu 9. veljače 1893. za Susannu Catharinu ten Hoove (1844.–1913.). Obitelj se raspala, a Margaretha je otišla živjeti kod svog kuma, gospodina Vissera, u Sneek. Nakon toga je studirala za odgojiteljicu u vrtiću u Leidenu, ali kada je ravnatelj počeo upadljivo flertovati s njom, kum ju je uklonio iz ustanove. Nekoliko mjeseci kasnije pobjegla je u stričev dom u Hagu.

## Nizozemska Istočna Indija
S 18 godina, Margaretha je odgovorila na oglas u nizozemskim novinama koji je dao kapetan nizozemske kolonijalne vojske Rudolf MacLeod (1856–1928), koji je živio u tadašnjoj Nizozemskoj Istočnoj Indiji (danas Indonezija) i tražio ženu. Zelle se udala za MacLeoda u Amsterdamu, 11. srpnja 1895. Bio je sin kapetana Johna Brienena MacLeoda i Dine Louise, barunice Sweerts de Landas. Brak je omogućio Zelle da postane članicom nizozemske više klase. Sa suprugom se preselila u Malang na istočnoj strani otoka Jave. Imali su dvoje djece, Normana Johna MacLeoda (1897-1899) i Louise Jeanne MacLeod (1898-1919). 
Brak je bio razočaranje. Rudolf je bio alkoholičar i fizički je zlostavljao Margaretu. Također je otvoreno imao konkubinu, što je u to vrijeme bila društveno prihvaćena praksa u Nizozemskoj Istočnoj Indiji. Margaretha ga je privremeno napustila, uselivši se kod Van Rheedesa, još jednog nizozemskog časnika. Nekoliko mjeseci intenzivno je proučavala indonezijsku kulturu i za to vrijeme pridružila se lokalnoj plesnoj družini. Tada je krenula upotrebljavati umjetničko ime Mata Hari, riječ za "sunce" na malajskom jeziku (doslovno, "oko dana").
Na Rudolfov nagovor Margaretha mu se vratila, ali se njegovo ponašanje nije promijenilo. Godine 1899. njihova su se djeca teško razboljela od komplikacija povezanih s liječenjem sifilisa. Jeanne je preživjela, ali Norman je umro. Neki izvori tvrde da je jedan od Rudolfovih neprijatelja otrovao njihovu hranu kako bi ubio njihovu djecu. Nakon povratka u Nizozemsku, par se službeno razdvojio 30. kolovoza 1902. Razvod je postao konačan 1906., a Margaretha je dobila skrbništvo nad Jeanne. Rudolf je po zakonu morao plaćati alimentaciju, što nikada nije učinio. Jednom kada je Jeanne posjetila Rudolfa, odlučio je da je neće vratiti njezinoj majci. Margaretha nije imala resurse da se izbori sa situacijom i prihvatila ju je, vjerujući da je Rudolf, iako je bio nasilni muž, uvijek bio dobar otac. Jeanne je kasnije umrla u dobi od 21 godine, vjerojatno od komplikacija povezanih sa sifilisom.

## Pariz
Godine 1903. Zelle se preselila u Pariz, gdje je nastupala kao cirkuska jahačica pod imenom Lady MacLeod, što je izazvalo neodobravanje nizozemskih MacLeodova. Boreći se da zaradi za život, također je pozirala kao model. Do 1904. Mata Hari se krenula isticati kao egzotična plesačica. Promiskuitetna i koketna, Mata Hari osvojila je svoju publiku i preko noći postala uspješna nakon debija svoje izvedbe u Guimet muzeju, 13. ožujka 1905. Postala je dugogodišnja ljubavnica Émilea Étiennea Guimeta, milijunaša iz Lyona koji je osnovao Muzej. Pretvarala se da je javanska princeza hinduističkog porijekla. Tijekom tog razdoblja fotografirana je više puta, gola ili gotovo gola. Neke od ovih slika pribavio je MacLeod i osnažio svoj slučaj u držanju skrbništva nad njihovom kćeri.
Iako su tvrdnje Mata Hari o njezinom podrijetlu bile izmišljene, bilo je vrlo uobičajeno da zabavljači njezine ere izmišljaju različite priče o svom podrijetlu. Njezin je čin bio uspješan jer je uzdigao erotski ples na respektabilniji status i tako otvorio novi teren u stilu zabave po kojem je Pariz kasnije postao svjetski poznat. 
Karijera Mata Hari je opala nakon 1912. Dana 13. ožujka 1915. nastupila je u posljednjoj predstavi u njezinoj karijeri. Karijeru je započela relativno kasno za plesačicu i počela se debljati. Međutim, do tada je postala uspješna kurtizana, poznata više po svojoj senzualnosti i erotičnosti nego po svojoj ljepoti. Imala je veze s visokim vojnim časnicima, političarima i drugima na utjecajnim pozicijama u mnogim zemljama. Njezine veze s moćnim muškarcima često su je vodile preko granice. Prije Prvog svjetskog rata općenito su je smatrali umjetnicom i slobodoumnom boemom, ali kako se rat približavao, neki su je počeli doživljavati kao raskalašnu i promiskuitetnu ženu, a možda i opasnu zavodnicu.

## Špijunaža
Tijekom Prvog svjetskog rata Nizozemska je ostala neutralna, zato je Zelle mogla slobodno prelaziti državne granice. Kako bi izbjegla bojišta, putovala je između Francuske i Nizozemske preko Španjolske i Britanije, a njezino je kretanje  privlačilo pozornost. Tijekom rata, Zelle je bila uključena u vezu s kapetanom Vadimom Maslovom, 23-godišnjim ruskim pilotom koji je služio s Francuzima, koje je nazvala ljubavlju svog života. Maslov je bio dio ruskih ekspedicijskih snaga od 50.000 ljudi poslanih na Zapadni front u proljeće 1916. godine. 
U ljeto 1916. godine, Maslov je oboren i teško ranjen tijekom borbe s Nijemcima, izgubivši vid na lijevo oko, zbog čega je Zelle zatražila dopuštenje da posjeti svog ranjenog ljubavnika u bolnici u kojoj je boravio blizu fronta. Kao građanin neutralne zemlje, Zelle inače ne bi smjela biti blizu fronta. Zelle su dočekali agenti iz ureda Deuxième koji su joj rekli da će joj biti dopušteno vidjeti Maslova ako pristane špijunirati za Francusku. Prije rata, Zelle je nekoliko puta nastupala kao Mata Hari pred prijestolonasljednikom Vilimom, najstarijim sinom Vilima II. Deuxième Bureau je vjerovao da bi mogla dobiti informacije zavođenjem prijestolonasljednika zbog vojnih tajni.  
Ne znajući da prijestolonasljednik nije imao veliku ulogu u ratu, Deuxième Bureau je ponudio Zelle milijun franaka ako bi ga mogla zavesti i pružiti Francuskoj dobre obavještajne podatke o njemačkim planovima. Zellein kontakt s uredom Deuxième bio je kapetan Georges Ladoux, koji se kasnije trebao pojaviti kao jedan od njezinih glavnih tužitelja. U studenom 1916. putovala je parobrodom iz Španjolske kada je njezin brod uplovio u britansku luku Falmouth. Tamo je uhićena i odvedena u London gdje ju je opširno ispitivao Sir Basil Thomson, pomoćnik povjerenika u New Scotland Yardu zadužen za protušpijunažu. Tokom ispitivanja, Thomson je naveo da je potvrdila da radi za Deuxième Bureau. Prvobitno je zadržana u policijskoj postaji Cannon Street, zatim je puštena i odsjela u hotelu Savoy.   
Krajem 1916. Zelle je otputovala u Madrid, gdje se sastala s njemačkim vojnim atašeom majorom Arnoldom Kalleom i pitala ga može li dogovoriti sastanak s prijestolonasljednikom. Navodno je nudila da podijeli francuske tajne s Njemačkom u zamjenu za novac, iako ostaje nejasno je li to bilo zbog pohlepe ili pokušaja da se dogovori sastanak s prijestolonasljednikom Wilhelmom. U siječnju 1917. bojnik Kalle je odašiljao radio poruke u Berlin opisujući korisne aktivnosti njemačkog špijuna kodnog imena H-21, čija je biografija toliko odgovarala Zelleovoj da je bilo očito da agent H-21 može biti samo Mata Hari. Ured Deuxième presreo je poruke i, prema informacijama koje su sadržavale, identificirao je H-21 kao Mata Hari. Poruke su bile u šifri za koju je njemačka obavještajna služba znala da su je Francuzi već razbili, što sugerira da su poruke izmišljene kako bi Francuzi uhitili Zelle. 

## Smrt i glasine
Nije bilo članova obitelji koji bi zatražili tijelo Mate Hari za ukop, pa je iskorišteno za medicinski rad. Glava joj je balzamirana i smještena u pariški Muzej anatomije, ali 2000. je otkriveno da je glava nestala, možda još prilikom preseljenja muzeja 1954. Zapisi iz 1918. pokazuju da je muzej dobio i ostatak trupla, kojem se izgubio trag.
Kružile su razne priče o njezinoj smrti. Jedna kaže da je Mata Hari poslala poljubac streljačkom stroju, koji je uostalom možda bio upućen njezinu odvjetniku, bivšem ljubavniku, koji je došao na smaknuće. Navodno su joj zadnje riječi bile "Merci, monsieur". Druga glasina tvrdi da je raskrilila ogrtač i pokazala vojnicima svoje golo tijelo. Prema trećoj priči, Mata Hari je bila neobično sabrana, te je odbila da joj vežu ruke ili povežu oči, i to zato što je mislila da je streljački stroj podmićen i da će pucati ćorcima. Međutim, ova zadnja priča jako podsjeća na libreto Puccinijeve opere Tosca.

## Kulturni značaj
Erotska plesačica koja je zapravo smrtonosna dvostruka špijunka i saznaje vojne tajne od brojnih ljubavnika - to je slika koja je od Mate Hari stvorila jedan od arhetipova fatalne žene i dala joj mjesto u svjetskoj kulturi.
Zasluga za promicanje te slike uvelike se može pripisati filmu Mata Hari (1931.) u kojem je naslovnu ulogu imala Greta Garbo. Iako se zasnivala na stvarnim događajima iz života Margarethe Zelle, radnja je filma bila prilagođena ukusu publike. Poslije se lik Mate Hari pojavljivao u brojnim filmovima, televizijskim serijama, pa čak i animeu i video-igrama, ali uglavnom se sličnost sa stvarnom osobom svodi na puko ime. O Mati Hari su napisane i mnoge knjige, od kojih su neke ozbiljna povijesna i biografska djela, ali većina je plod mašte.

## Vanjske poveznice
Na engleskom:
- Galerija fotografija Mate Hari  Arhivirana inačica izvorne stranice od 22. kolovoza 2006. (Wayback Machine)
- Mata Hari - kronologija  Arhivirana inačica izvorne stranice od 7. rujna 2008. (Wayback Machine)
- Biografija u FemBio  Arhivirana inačica izvorne stranice od 19. lipnja 2005. (Wayback Machine)
- Biografija u knjižnici zločina Court TV
- Pojedinosti o nestanku trupla  Arhivirana inačica izvorne stranice od 1. listopada 2006. (Wayback Machine)
- "Smaknuće Mate Hari, 1917."